# Eilicrinia animata
Eilicrinia animata là một loài bướm đêm trong họ Geometridae.